# Siphonophora tobagoana
Siphonophora tobagoana är en mångfotingart som beskrevs av Chamberlin 1918. Siphonophora tobagoana ingår i släktet Siphonophora och familjen Siphonophoridae. Inga underarter finns listade i Catalogue of Life.